# Andreneasa, Mureș
Andreneasa este un sat în comuna Răstolița din județul Mureș, Transilvania, România.